# Одесское общество истории и древностей
Одесское общество истории и древностей (сокращённо — ООИД) — научное общество, имевшее целью всестороннее изучение истории Южной России (1839—1922).

## История создания общества
Создано 25 марта 1839 года в Одессе по ходатайству М. С. Воронцова, генерал-губернатора Новороссийского и Бессарабского; действовать начало с 23 апреля, когда состоялось первое заседание общества.
14 ноября 1839 года Указом императора Николая I Августейшим покровителем общества назначен Великий князь, наследник Александр Николаевич. Общество получило «право на производство археологических розысканий по всей Южной России: на казённых землях — с разрешения местного начальства, а на частных — с согласия владельцев». С этого времени общество вело археологические раскопки (Ольвия, Остров Змеиный, Керченские курганы, затем в Херсонесе и др. местах побережья).
С первых дней своего основания Общество обращало огромное внимание на «полуостров Таврический (Крым), как потому, что он еще незадолго пред сим составлял особое, отдельное царство, так и потому, что он более всего был известен древним писателям и более прочих сохранил памятников, заслуживающих исследования».

## Цели
Целями общества определены следующие:

а) собирать, описывать и хранить все остатки древности, открывающиеся в Южной России, или имеющие к ней отношение
б) заняться отыскиванием, разбором и объяснением документов и актов до истории означенного края относящихся
в) подвергать критическому исследованию показания древних писателей о его местностях и достопримечательностях, и отыскивать следы их в настоящем времени
г) приготовлять запасы для будущей истории края, собиранием верных сведений о настоящем его состоянии в отношении к географии и статистике
д) разбирать выходящие на русском и иностранных языках сочинения, имеющие тот же предмет, и определять степень их достоверности
е) издавать результаты своих занятий, посредством печатания, во всеобщее сведение.

## Видные деятели
Инициатива создания общества принадлежала воспитанникам Московского университета Н. Н. Мурзакевичу и М. М. Кирьякову, а также Д. М. Княжевичу, А. С. Стурдзе и А. Я. Фабру. Почетным президентом общества стал Михаил Семёнович Воронцов, президентом — попечитель Одесского учебного округа Дмитрий Максимович Княжевич. Вначале Общество насчитывало 28 членов, в 1914 — до 200. Среди активных деятелей общества были А. Л. Бертье-Делагард (вице-президент Общества), А. Б. Ашик, П. В. Беккер, Ю. Ю. Марти.
Членами общества были также видные ученые, чьи труды явились важным вкладом в российскую науку. После основания в 1865 году Новороссийского университета возросла роль Одессы как центра археологической науки на Юге России. Учёные университета Ф. К. Брун, В. Н. Юргевич, Н. П. Кондаков, А. И. Маркевич, Ф. И. Успенский, Э. Р. Штерн, А. М. Ямковский, директор Московской Оружейной палаты А. А. Талызин и другие принимали деятельное участие в работе общества и содействовали развитию музея.

## Музеи
Вскоре, благодаря раскопкам, а также приобретениям в дар и покупкам в обществе собралась большая музейная коллекция. В 1840 году при обществе открыт музей, который в 1858 году объединился с Одесским городским музеем древностей, основанным в 1825 году И. А. Стемпковским и И. П. Бларамбергом. В 1847 году было издано Высочайшее повеление Министерству государственных имуществ о передаче в музей Общества тех древностей, которые не поступят в С.- Петербургские подобные хранилища. За время деятельности общества накоплен огромный материал по археологии Северного Причерноморья, что способствовало широкой известности музея не только в России, но и за рубежом.
В ведении общества находились также музей древностей в Феодосии, архитектурные памятники Судака и Аккермана, Мелек-Чесменский курган в Керчи. Постепенно также собралась в Обществе обширная и ценная библиотека.
В Музее Императорского Одесского общества истории и древностей хранилось богатейшее собрание греческих терракот (бо́льшую часть которых составляли ремесленные изделия, найденные в Керчи). По словам российских историков А. Н. Деревицкого, А. А. Павловского и Э. Р. фон Штерна, керченские (пантикапейские) статуэтки образовали в этом музее «редкую по своему богатству коллекцию типов: начиная с первых архаических попыток <…> и кончая чудовищно-варварскими подражаниями, все известные до сих пор виды гончарного производства имеют здесь своих представителей».

## Основные труды
Всего было издано 33 тома «Записок Одесского общества истории и древностей» (выходили с 1844 по 1919 год; возобновлены в 1960 году), в которых печатались статьи по истории, археологии, эпиграфике и нумизматике, этнографии, географии и статистике края, а также публиковались документы и археологические памятники, освещались результаты полевых исследований. В приложениях к каждому тому публиковались протоколы заседаний общества. Протоколы содержали важные сведения о характере поступавших в музей коллекций и отдельных находок. Общество издало также три выпуска каталога античных терракот музея и керамики из Феодосии и описание восточных монет, старинных планов и карт, хранившихся в музее.